# 총구 섬광

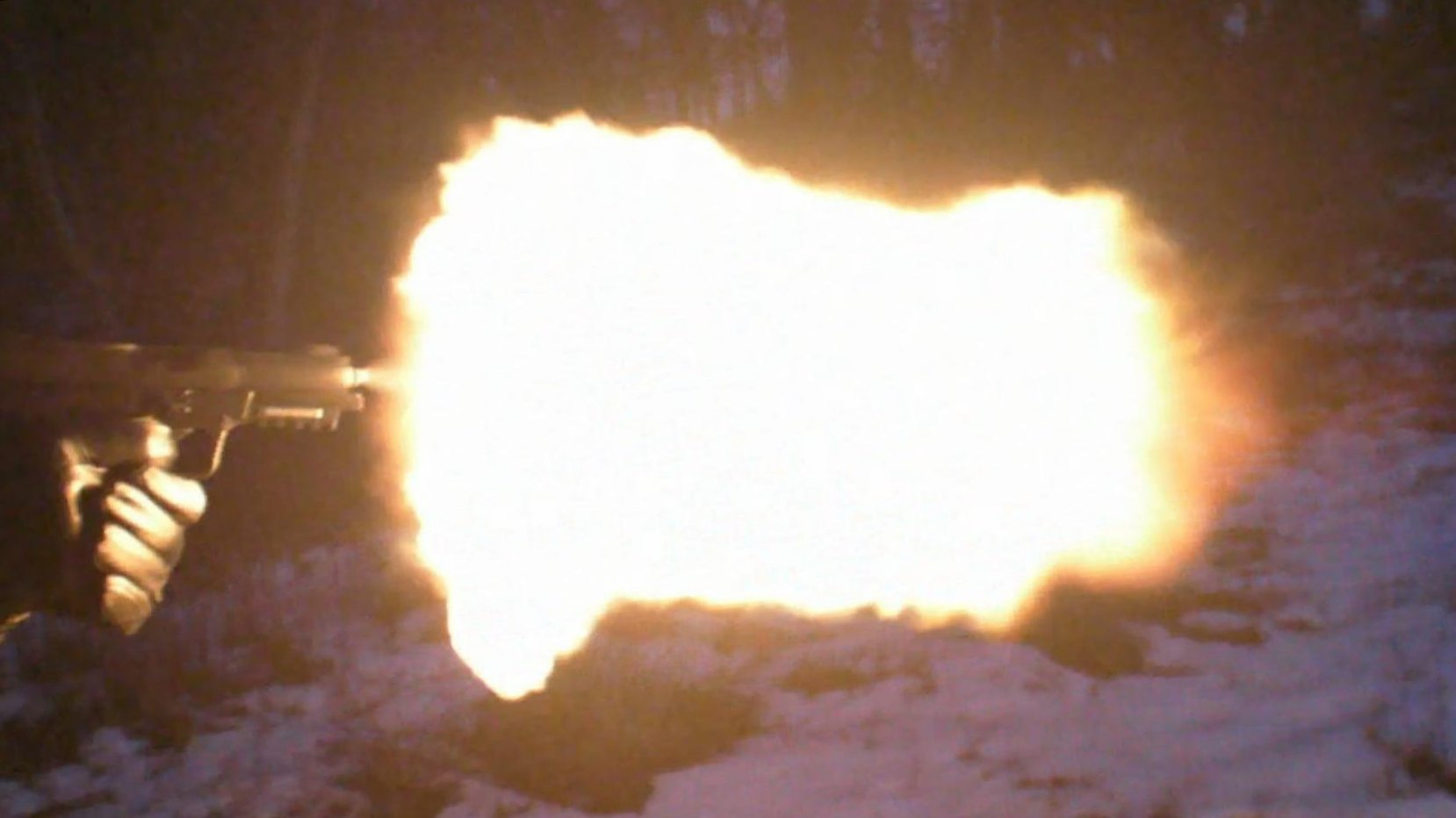
FN 파이브-세븐 총구 화염

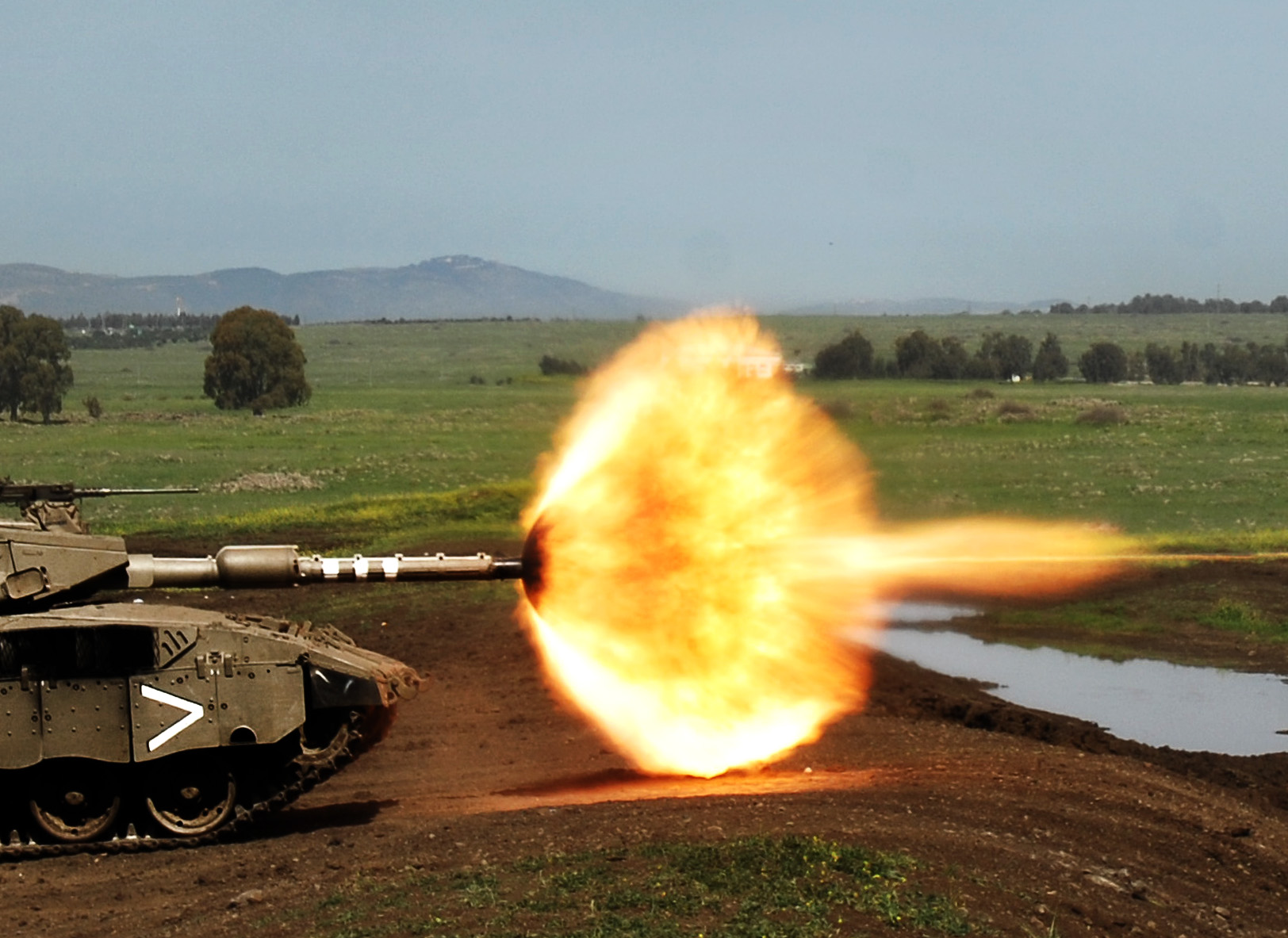
이스라엘 메르카바 IIId 바즈 전차 IMI 120mm 주포의 총구 화염

총구 화염은 사격 중 화기의 총구에서 고온 고압의 기체가 갑자기 방출 및 팽창하여 발생하는 총구 폭풍으로 인해 생성되는 빛(가시광선 및 적외선)이다. 폭풍과 화염 모두 추진제(흑색화약)의 발열 연소 및 주변 공기와 반응하는 남아있는 미연소 분말의 산물이다. 총구 화염의 크기와 모양은 사용되는 추진제의 연소열, 남아있는 가연성 분출물의 양, 그리고 총구에 부착된 장치(예: 소염기, 소음기 또는 총구 슈라우드)에 따라 달라진다.

## 특징

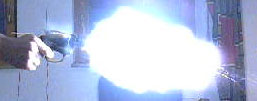
리볼버의 총구 화염. 탄창과 총열 사이의 틈새에서 약간의 화염이 발생한다.

총구 화염은 다섯 가지 뚜렷한 구성 요소로 나눌 수 있다.
- 총구 발광은 탄알이 총포신을 떠나기 전에 보이는 붉은 빛이다. 이 빛은 발사체를 지나 총열을 미리 떠난 과열된 가스에 의해 생성된다.
- 1차 화염은 발사체 뒤에서 화기를 떠나는 과열된 추진제 가스에 의해 발생하며, 에너지를 부분적으로 가시광선으로 주변에 방출한다. 화염 중 가장 밝지만, 1차 화염의 열은 매우 빠르게 소산되므로 일반적으로 눈에 띄지 않는다.
- 중간 화염은 탈출하는 가스와 발사체의 고속으로 인해 발생하는 충격파에 의해 발생하며, 총구 앞에 붉은 원반 모양으로 나타난다.
- 2차 화염은 총구에서 가장 멀리 떨어진 곳에 큰 흰색 또는 노란색 불꽃으로 나타나며, 주변 대기의 풍부한 산소와 혼합될 때 불완전하게 연소된 분출물이 새로 점화된 산화에 의해 발생한다.[2]
- 총구 화염이 소산된 후, 부분적으로 미연소된 분말 또는 기타 가열된 물질(예: 떨어져 나온 납, 구리 및 탄소 오염물)이 총구에서 추가로 배출되어 공중 잔류 스파크 (불)로 나타날 수 있다.

## 탐지
총구 화염은 적외선 이미징 기술을 사용하여 위치를 파악할 수 있는 뚜렷한 특징을 생성한다. 발사체가 목표물에 도달하기 전에 적의 총구 화염을 탐지하는 기술이 개발되고 있다.

### 억제
총구 화염, 특히 지속 시간이 긴 2차 화염은 대부분의 화기에서 고유한 문제이다. 명도 때문에 총구 화염은 사수를 일시적으로 실명시키거나, 특히 밤에는 사수의 위치를 노출시킬 수 있다. 항공기 장착 총기의 총구 화염 흡입은 압축기 실속 및 화염 정지와 관련되어 항공기 손실을 야기했다.
소염기는 화기의 총구에 원뿔 또는 일련의 슬롯을 사용하여 폭풍파를 방해함으로써 기계적으로 화염을 억제하려고 한다. 그러나 2차 화염의 주요 원인이 수소와 일산화 탄소의 연소이기 때문에 화학적 접근법도 사용된다. 제1차 세계 대전에서 염화 나트륨(식염) 주머니를 포병의 추진제 장약 앞에 놓아 화염을 억제했다. 화염 억제를 위해 분말에 소량의 알칼리염을 첨가하는 것이 일반적이며, 일반적으로 염화 칼륨, 황산 칼륨, 탄산 칼륨 및 중탄산 칼륨과 같은 칼륨염이 사용된다. 두 경우 모두 염은 촉매 역할을 하며 수소-산소 연소를 방해하여 총구 화염을 줄인다. 알칼리염의 부작용으로는 위력 감소, 연기 증가, 화기 및 주변 장비의 오염 및 부식(항공기 총기에서 특히 우려되는 문제)이 있다. 염화 암모늄 및 질산 암모늄 염도 성공적으로 시도되었다.
소음기는 총성의 큰 소리를 완화하도록 설계되었지만, 총구 화염도 억제할 수 있다. 이는 여러 소음 배플을 포함하여 추진제 가스의 팽창을 가두고 지연시켜 가스를 늦추고 더 넓은 표면적에 에너지를 분산시킨 다음 더 시원한 온도로 방출함으로써 이루어진다. 소음기의 외피는 가스 및 잔류물에서 방출되는 빛을 물리적으로 가리는 총구 슈라우드 역할도 할 수 있다.

## 같이 보기
- 총구 폭풍
- 소염기
- 소음기